# التذكار الألماني (جنين)
التذكار الألماني معلم من معالم جنين الموجودة منذ الحرب العالمية الأولى، يشير لذكرى الطيارين الألمان اللذين كانوا في مدينة جنين.

## نبذة تاريخية
كانت جنين إحدى المواقع العسكرية في مجريات الحرب العالمية الأولى ( 1914-1918)، حيث تم اتخاذ مركز ومقر لقوة الطيران الحربي في بناية الدبوية في جنين، وتم إنشاء مطار عسكري تابع لجنين جنوبي قرية مقيبلة.
حيث سقط في سماء جنين في أعقاب معركة جوية بين الألمان والإنجليز في 13/10/1917 ثلاثة طيارين ألمان اثر سقوط طائرتهم في جنين.

## الموقع والتسمية
أقيم النصب التذكاري من قبل الالمان عام 1917 على قطعة مساحتها 80 متر مربع بداية شارع حيفا على الجانب الغربي لجسر المقطع – مفترق شارعي المحطة – حيفا في جنين، حيث استملكت بلدية جنين قطعة الأرض من أبناء الحاج محمد أحمد العبوشي، وتم تسميته بالتذكار الألماني (اليد كار)، لتخليد ذكرى الطيارين اللذين عسكروا في جنين وسقطوا ما بين عامي 1917-1918.

## وصف البناء
هو عبارة عن بناء حجري مربع مرتفع قرابة ثلاثة أمتار مسنم الرأس يحمل في الواجهة الجنوبية رمزا ً يمثل جناح طائرة مصنوعا ً من الخشب بطول متر على الجانب الغربي لبداية شارع حيفا.
وكتب على الواجه الجنوبية للتذكار باللغة الألمانية FLIEGER DENKMA 1917-1918، وهي عبارة تعني : في ذكرى الشرف لموتانا اللذين سقطوا في الحرب، قطاع الطيارين 301.
وفي الواجهة الشمالية، مكتوب قطاع الطيارين 303 والغربية سرب المقاتلين 1 والشرقية 2.